# Oliver Schnitzler
Oliver Schnitzler, né le 13 octobre 1995 à Gummersbach, est un footballeur allemand qui évolue au poste de gardien de but au Preußen Münster.

## Statistiques
| Saison                | Club                  | Championnat           | Championnat | Championnat | Coupe(s) nationale(s) | Coupe(s) nationale(s) | Total | Total |
| Saison                | Club                  | Division              | M.          | B.          | M.                    | B.                    | M.    | B.    |
| 2014 – 2015           | VfR Aalen             | 2. Bundesliga         | 1           | 0           | -                     | -                     | 1     | 0     |
| Total sur la carrière | Total sur la carrière | Total sur la carrière | 1           | 0           | -                     | -                     | 1     | 0     |

## Palmarès

### En sélection
Allemagne -17 ans
- Euro U17
  - Finaliste (1) : 2012.

Allemagne -19 ans
- Euro U19
  - Vainqueur (1) : 2014.